# Oreoglanis lepturus
Oreoglanis lepturus es una especie de peces de la familia Sisoridae en el orden de los Siluriformes.

## Morfología
• Los machos pueden llegar alcanzar los 9,1 cm de longitud total.
- Número de  vértebras: 39-40.[1]

## Hábitat
Es un pez de agua dulce y de clima tropical.

## Distribución geográfica
Se encuentran en Asia: Laos.